# Ed Reed (Footballspieler)
Edward Earl „Ed“ Reed junior (* 11. September 1978 in St. Rose, Louisiana) ist ein Footballtrainer und ehemaliger US-amerikanischer American-Football-Spieler auf der Position des Free Safeties. Er spielte den Großteil seiner Karriere für die Baltimore Ravens, mit denen er Super Bowl XLVII gewann, und wurde neunmal in den Pro Bowl gewählt.

## Karriere
Reed spielte College Football für die University of Miami. Gemeinsam mit zukünftigen NFL-Spielern wie Andre Johnson, Jeremy Shockey und Bryant McKinnie war er Teil jenes Teams, welches 2001 ungeschlagen die NCAA-Meisterschaft gewann. 2002 wurde er von den Baltimore Ravens in der ersten Runde der NFL Draft ausgewählt. Im Team um Linebacker Ray Lewis etablierte sich Reed als wertvolle Verstärkung, der schon im zweiten Profijahr in den Pro Bowl gewählt wurde. In der Saison 2004 wurde er nach einer guten Saison (64 Solo-Tackles, neun Interceptions, 358 Yards Raumgewinn durch Interceptions und drei Touchdowns) als NFL Defensive Player of the Year ausgezeichnet.
Bei den Baltimore Ravens unter Head Coach Brian Billick, die damals über eine dominante Defense, aber nie über sehr gute Quarterbacks verfügten (weder Kyle Boller noch Steve McNair konnten dauerhaft überzeugen), erreichte Reed bis 2007 nur zweimal die Play-offs. Beide Male schieden sie direkt im ersten Spiel aus.
Seit 2008 der neue Starting-Quarterback Joe Flacco gedraftet wurde, schafften es Reed und die Ravens fünf Jahre hintereinander in die Play-offs (2008–2012).
Bei seinem ersten Super Bowl am 3. Februar 2013 in New Orleans gegen die San Francisco 49ers gewannen die Baltimore Ravens den Super Bowl XLVII der Saison 2012 mit 34:31. Davor konnten die Ravens den Super Bowl nur einmal gewinnen (Super Bowl XXXV am 28. Januar 2001 in Tampa, Florida, 34:7-Sieg gegen die New York Giants).
Im März 2013 wechselte Reed zu den Houston Texans. Schon im November 2013 wurde er von den Texans entlassen und unterschrieb kurz darauf einen Vertrag bei den New York Jets.
Reed hält mit 107 Yards den NFL-Rekord für den längsten Interception-Return (23. November 2008) und mit 358 Yards den Rekord für die meisten Interception-Return-Yards in einer Saison (2004).
Mit Ausnahme seiner Rookie-Saison 2002 und der Saison 2005 wurde Reed jedes Jahr in den Pro Bowl gewählt.
Am 7. Mai 2015 gab er sein Karriereende bekannt, nachdem er bei den Baltimore Ravens einen Eintagesvertrag unterschrieben hatte.
Am 13. Januar 2016 verpflichteten ihn die Buffalo Bills als Assistenztrainer der Defensive Backs.

## Privates
Reed setzt sich in seiner „Ed Reed Foundation“ für benachteiligte Kinder ein.
Reeds Bruder Brian ertrank am 7. Januar 2011 auf der Flucht vor der Polizei im Mississippi. Er war in den Fluss gesprungen, um einer Verhaftung zu entgehen; zuvor soll er ein Auto gestohlen und mit diesem Fahrzeug einen anderen Verkehrsteilnehmer von der Straße gedrängt haben. Ende Januar wurde seine Leiche geborgen.